# أشا رانغابا
أشا رانغابا (بالإنجليزية: Asha Rangappa)‏ هي محامية وصحفية أمريكية ولدت في سنة 1974. أكملت دراستها في جامعة ييل وسبق لها العمل في مكتب التحقيقات الفيدرالي وكانت أول امرأة ذات أصل هندي تعمل في الوكالة. تعمل حالياً كمحللة سياسية في قناة سي إن إن.